# Yoheved Kaplinsky
Yoheved Kaplinsky, detta Veda (Tel Aviv, 23 marzo 1947), è un'insegnante israeliana naturalizzata statunitense, docente di musica alla Juilliard School. Dirige il dipartimento pre-universitario alla Juilliard.

## Formazione
Ha studiato pianoforte con Ilona Vincze-Kraus alla Israel Academy of Music (ora Buchmann-Mehta School of Music) e ha conseguito la laurea, il master e il dottorato alla Juilliard School come studentessa di Irwin Freundlich. Ha continuato i suoi studi con Dorothy Taubman.

## Carriera professionale
Ha iniziato la sua carriera di insegnante alla Philadelphia University of the Arts e poi ha insegnato alla Manhattan School of Music nel 1987. Tra il 1989 e il 1997 ha insegnato al Peabody Institute di Baltimora.
Nel 1993 ha iniziato ad insegnare alla Juilliard School. È diventata presidente della Divisione Pianoforte nel 1997.
Per molti anni è stata professoressa di pianoforte presso la Texas Christian University School of Music ed è stata membro della facoltà dell'Aspen Music Festival and School.

## Interviste
- Bill Zeeble, Celebrated Piano Instructor Kaplinsky Counts Student as Cliburn Finalist, su publicbroadcasting.net, Fort Worth, North Texas Public Broadcasting/KERA (FM)|KERA, 1º giugno 2005. URL consultato il 6 maggio 2022 (archiviato dall'url originale il 5 giugno 2011).